# 美国体操队性侵丑闻
美国体操队性侵丑闻是有關美國女性體操隊員遭受性侵的事件，事件從1990年代末開始。有超過368個隊員指控曾被「全國各地的體育館負責人、体操教練、体操相關工作人員」性侵，許多人被性侵時還未成年。其中，有上百個体操隊員的訴訟是針對長期擔任美國體操代表隊隊醫的拉里·纳萨尔，指稱他以提供醫療為理由，性侵至少14年的時間。此一醜聞最早是由印第安纳波利斯星报在2016年9月報導，受害人超過265名女性，包括前美國女子體操代表隊隊員潔西卡·霍華德、傑米·丹茨徹、摩根·懷特（Morgan White）、珍妮特·安托林、麦凯拉·马罗尼、亚历山德拉·莱斯曼、梅姬·尼科爾斯、加布丽埃勒·道格拉斯、西蒙·拜爾斯、乔婷·韦伯、薩布麗娜·維加、阿什頓·洛克利爾、凯拉·罗斯、麦迪逊·科齐安、阿曼達·傑特、塔莎·施維克特、瑪蒂·拉爾森、貝利·奇、肯尼迪·貝克、阿莉莎·鮑曼和泰林·漢弗萊都指控曾受到拉里·纳萨尔的性侵。這是運動史上最大的性侵丑闻。
拉里·纳萨尔在2017年7月11日針對聯邦提出持有兒童色情製品的指控認罪，在2017年12月7日宣判，有期徒刑60年。同年11月22日，針對州法院提出的七項一級性侵指控認罪，一週後又對另外三項性侵指控認罪。2018年1月24日，拉里·纳萨尔被判刑，刑期至少增加40年，此一刑期是從兒童色情製品的60年服刑期滿開始計算。在2018年2月5日時，拉里·纳萨尔的刑期至少再增加40年。2019年時，拉里·纳萨尔在美國科爾曼監獄服刑。
印第安纳波利斯星报花了九個月調查此事，發現這類性侵普遍的原因是「性掠奪的教練從一個體育館到另一個體育館，寬鬆的監督系統沒有察覺到這些事，或是被這些體育館忽略了這些危險的資訊。」。美國體操協會（USAG）以及密西根州立大學（拉里·纳萨尔曾在密西根州立大學擔任骨科醫師，故該大學也被指控助長拉里·纳萨尔的性侵行為），在前體操運動員提出對拉里·纳萨尔的許多訴訟中，美國體操協會和密西根州立大學也名列被告。除了拉里·纳萨尔外，其他密西根州、賓州、加州、羅德島、印第安那州等地的體操教練也有性侵情形。
拉里的行為亦傷及自己的婚姻，2017年7月，因為感情疏遠，前妻史蒂芬妮與她的丈夫賴瑞·納薩爾離婚，她獲得了三個孩子的完全監護權。但是這次離婚案的法庭記錄卻無處查詢。
2018年5月16日時，ESPN宣佈受害人獲得亞瑟·阿什勇氣獎。同年的12月13日，美國的國家大學體育協會（NCAA）頒給梅姬·尼科爾斯NCAA激勵獎，因為梅姬·尼科爾斯是首先舉報拉里·纳萨尔的人。
2021年12月13日，遭到拉里·纳萨尔性侵的数百名女性与美国体操协会达成和解，她們将获得3.8亿美元的赔偿。

## 註
1. ↑  Shaquem Griffin（英语：Shaquem Griffin）只有一隻手，在中佛羅里達大學美式足球隊表現出色，也獲得該年的NCAA激勵獎[17]